# Fifi (film)
Pour les articles homonymes, voir Fifi.
Pour plus de détails, voir Fiche technique et Distribution.
Fifi est une comédie dramatique française de Jeanne Aslan et Paul Saintillan sortie en 2022.

## Synopsis
À Nancy, Sophie, dite Fifi, 15 ans, est coincée dans son HLM dans une ambiance familiale chaotique. Quand elle croise par hasard son ancienne amie Jade, sur le point de partir en vacances, Fifi prend en douce les clefs de sa jolie maison du centre-ville désertée pour l'été. Alors qu'elle s'installe, elle tombe sur Stéphane, 23 ans, le frère ainé de Jade, rentré de manière inattendue. Au lieu de la chasser, Stéphane lui laisse porte ouverte et l'autorise à venir se réfugier là quand elle veut.

## Fiche technique
Sauf indication contraire, les informations mentionnées dans cette section peuvent être confirmées par les bases de données cinématographiques IMDb et Allociné,  présentes dans la section « Liens externes ».
- Titre original : Fifi
- Réalisation : Jeanne Aslan et Paul Saintillan
- Scénario : Jeanne Aslan et Paul Saintillan
- Musique : Côme Aguiar et Thibault Deboaisne
- Décors : Marie Grosdidier
- Costumes : Sophie Porteu
- Photographie : Alan Guichaoua
- Montage : Aymeric Schoens
- Son : Philippe Deschamps
- Production : Antoine Delahousse et Thomas Jaeger
  - Production associée : Claire Trinquet
- Sociétés de production : Haïku Films
- Sociétés de distribution : New Story
- Pays de production :  France
- Langue originale : français
- Format : couleur — 2,35:1
- Genre : comédie dramatique
- Durée : 108 minutes
- Dates de sortie :
  - Espagne : 19 septembre 2022 (Festival de Saint-Sébastien)
  - Belgique : 6 octobre 2022 (Festival de Namur)
  - France : 19 octobre 2022 (Festival de La Roche-sur-Yon) ; 14 juin 2023 (sortie nationale)

## Distribution
Sauf indication contraire ou complémentaire, les informations mentionnées dans cette section proviennent du générique de fin de l'œuvre audiovisuelle présentée ici.
- Céleste Brunnquell : Sophie, dite « Fifi »
- Quentin Dolmaire : Stéphane
- Ilan Schermann : Mickey
- Romane Bertrand : Nadia
- Megan Northam : Frédérique
- Chloé Mons : la mère de Fifi
- François Négret : le beau-père de Fifi
- Shirel Nataf : Virginie
- Laurent Poitrenaux : Adrien
- Anthony Sonigo : José
- Lili Aubry : Jade, la sœur de Stéphane
- Catherine Giron : Georgette
- Laurent Claret : le voisin de Georgette

## Accueil critique
- Pour Guillemette Odicino (Télérama), il est "impossible de ne pas fondre devant ce film digne de Rohmer".
- Fait rare, le film est salué deux fois parmi les coups de coeur de l'émission de France Inter Le Masque et la Plume pour qui Fifi est un "film au charme absolument irrésistible".
- Pour Le Parisien, "ce film délicat et sensible est irradié par la présence de Céleste Brunnquell, révélée par « Les Éblouis » et la série « En thérapie » et le charme singulier de Quentin Dolmaire."
- Pour Libération,  « le film présente touche après touche, à quatre mains comme la fantaisie de Schubert, ce lien tissé de la fugacité du bonheur."
- Jeanne Balibar déclare également sur France Musique avoir "énormément aimé le film et ses jeunes comédiens" et les tenir pour "des génies absolus".
- Pour Sophie Joubert (L'Humanité), "la beauté de cette histoire simple naît dans sa capacité à déjouer sans cesse les attentes"

## Box Office
A l'issue de son exploitation en salles, le film totalise près de 50.000 spectateurs en France.

## Distinctions

### Récompenses
- Festival international du film de Saint-Sébastien 2022 : Prix du meilleur film dans la sélection « Nouveaux réalisateurs » pour Jeanne Aslan et Paul Saintillan
- Festival Premiers Plans d'Angers 2023 :
  - Prix Jean Carmet du meilleur acteur pour Quentin Dolmaire
  - Prix des activités sociales de l'énergie (sélection des longs métrages européens)
- Festival La Ciotat Berceau du cinéma 2023 : Prix du jury interprétation féminine pour Céleste Brunnquell
- Festival Ciné Junior 2023 : Grand Prix et Prix du Jury jeune
- Festival Internation de Films de Femmes de Créteil 2023 : Prix du public, Prix de la critique
- Festival Cineuropa 36 (Saint Jacques de Compostelle) : Prix d'interprétation féminine pour Céleste Brunnquell

### Sélections
- Festival Premiers Plans d'Angers 2023 : en compétition pour le Grand Prix du jury (sélection des longs métrages européens)
- Festival Cineuropa 36 (Saint Jacques de Compostelle)
- Festival internation du film de Saint-Sébastien 2022
- Festival International de Films de Femmes de Créteil 2023
- Festival Mastercard OFF Camera (Cracovie) 2023
- Festival La Ciotat Berceau du Cinéma 2023
- Festival Ciné Junior 2023